# Andrei Sergejewitsch Grigorjew

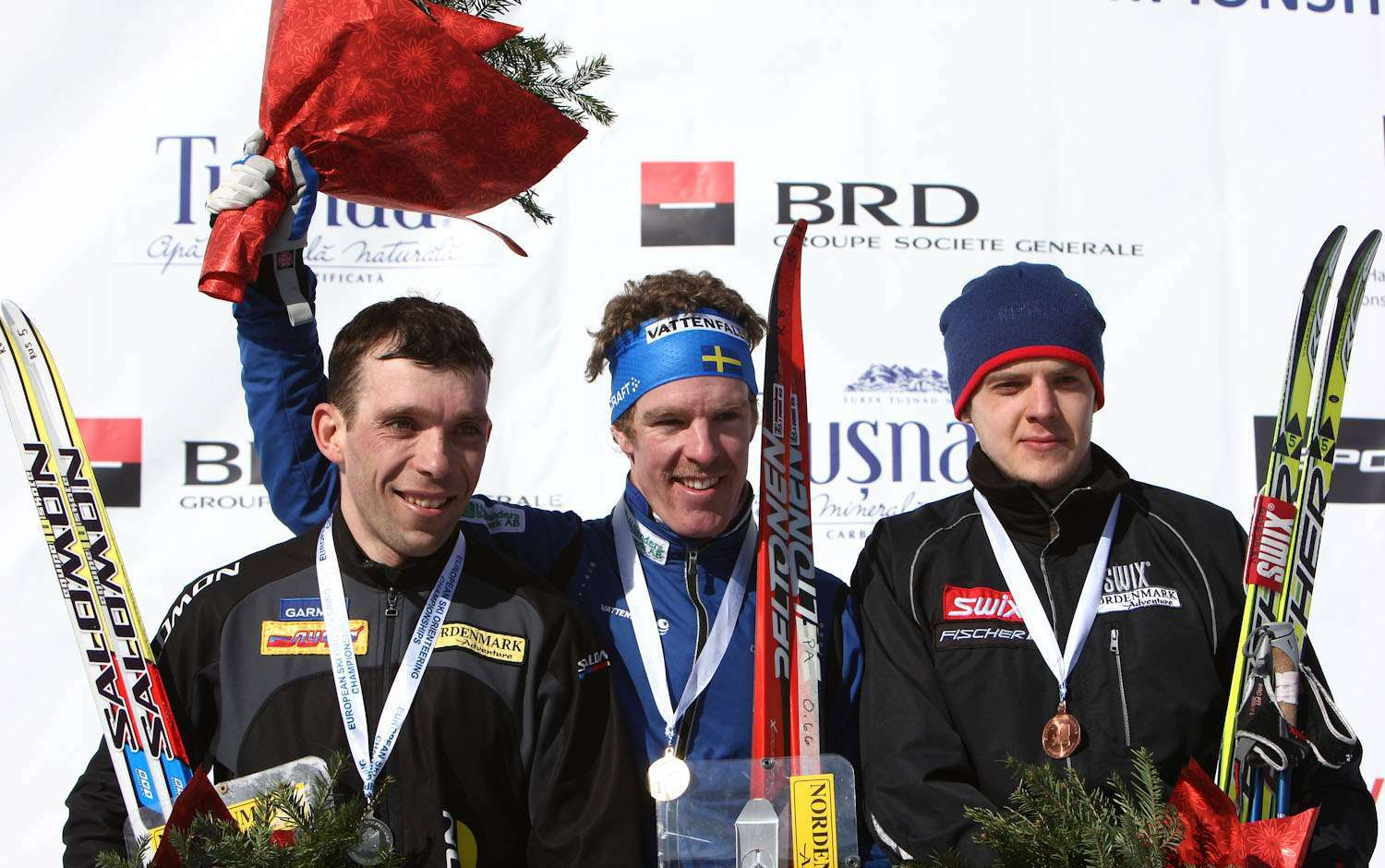
Eduard Chrennikow, Peter Arnesson und Grigorjew (v.l.), 2010

Andrei Sergejewitsch Grigorjew (russisch Андрей Сергеевич Григорьев; * 16. Mai 1984 in Krasnojarsk) ist ein russischer Ski-Orientierungsläufer.
Grigorjew wurde bei seinen ersten Europameisterschaften 2008 Vierter auf der Langdistanz. Im Jahr darauf gewann er bei den Weltmeisterschaften in Rusutsu in Japan mit Silber seine erste Medaille. Im Winter 2009/10 gewann er zwei Bronzemedaillen bei den Europameisterschaften und wurde hinter seinem Landsmann Eduard Chrennikow und dem Finnen Staffan Tunis Dritter im Weltcup. 2011 in Schweden wurde er Doppelweltmeister durch Siege auf der langen Distanz und mit Polina Maltschikowa in der Mixed-Sprintstaffel. Mit Maltschikowa gewann er ein Jahr später auch das Mixedrennen der Europameisterschaften im ukrainischen Sumy. Mit der russischen Herrenstaffel wurde er 2013 in Kasachstan zum dritten Mal Weltmeister.

## Platzierungen
Weltmeisterschaften: (3 × Gold, 1 × Silber)
- 2009: 5. Platz Sprint, 6. Platz Mittel, 8. Platz Lang, 2. Platz Staffel
- 2011: 20. Platz Sprint, Mittel dsq., 1. Platz Lang, 1. Platz Mixed, 4. Platz Staffel
- 2013: 9. Platz Sprint, 11. Platz Mittel, 20. Platz Lang, 1. Platz Staffel

Europameisterschaften: (1 × Gold, 2 × Bronze)
- 2008: 14. Platz Sprint, 13. Platz Mittel, 4. Platz Lang, 4. Platz Staffel
- 2010: 3. Platz Sprint, 3. Platz Mittel, 4. Platz Lang
- 2011: 4. Platz Sprint, 6. Platz Mittel, 6. Platz Lang
- 2012: 5. Platz Sprint, 6. Platz Mittel, 14. Platz Lang, 1. Platz Mixed, 4. Platz Staffel
- 2013: 30. Platz Sprint, 12. Platz Mittel, 10. Platz Lang
- 2014: 7. Platz Sprint, 10. Platz Mittel, 17. Platz Lang

Gesamt-Weltcup:
- 2007/08: 10. Platz
- 2009/10: 3. Platz
- 2011/12: 3. Platz
- 2013/14: 13. Platz